# Lonicera dioica
Lonicera dioica (madreselva roja, madreselva glaucosa) es una especie de enredadera de la familia de las madreselvas nativa de Canadá y el este y centro de Estados Unidos.